# Merkur-Theaterpreis
Der Merkur-Theaterpreis der Zeitung Münchner Merkur wird seit 1996 vergeben. Die Kulturredaktion der Zeitung nominiert jährlich am Ende einer Spielzeit Sänger, Tänzer, Schauspieler und Kabarettisten, die ihrer Ansicht nach besonders herausragend waren. Die Leser der Zeitung können aus diesem Kreis der Nominierten per Post oder E-Mail ihren Favoriten bestimmen.
Die drei Höchstplatzierten werden jeweils mit dem Preis ausgezeichnet, der eine Statue des Gottes Merkur in der Darstellung des Renaissancemeisters Giovanni da Bologna darstellt, von der eine Kopie die Schalterhalle des Pressehauses ziert, und die der Münchner Bildhauer Vincent Mitzev nachgebildet hat.
Der Verleger des Münchner Merkur, Dirk Ippen, hat 1997 zusätzlich einen mit 2000 Euro dotierten Förderpreis gestiftet, der mit einer kleineren Ausgabe der Statue vergeben wird.

## Preisträger

### 1996
- Christiane Hörbiger[1]

### 1998
- Jule Ronstedt (Förderpreis)

### 2000
- Hans-Michael Rehberg

### 2001
- Rosel Zech für Afterplay

### 2004
- Edita Gruberová
- Sunnyi Melles

### 2005
- Maximilian Brückner für die Darstellung des Boandl-Kramers in Der Brandner Kaspar und das ewig' Leben
- Diana Damrau

### 2006
Bei der 11. Preisverleihung wurden ausgezeichnet:
- Pascal Breuer
- Vesselina Kasarova
- Gerhard Polt
- Lena Dörrie (Förderpreis)

### 2007
Bei der 12. Preisverleihung wurden ausgezeichnet:
- Jochen Busse für Das andalusische Mirakel in der Komödie im Bayerischen Hof
- Tigran Mikayelyan unter anderem für seine Tanzdarstellungen des Romeo und des Prinzen Siegfried des Bayerischen Staatsballetts
- das Ensemble des Theaterstücks Dogville im Metropol-Theater (München)
- Irina Prodan (Förderpreis) für die Rolle der Fiorilla in der Rossini-Oper Il turco in Italia in der Pasinger Fabrik

### 2008
Die 13. Preisverleihung fand erstmals in einem Veranstaltungssaal auf dem Merkur-Gelände statt. Ausgezeichnet wurden:
- Monika Gruber
- Michael Volle
- Michael von Au
- Frederic Linkemann (Förderpreis)

### Weitere Preisträger
- Francisco Araiza[1]
- Rolf Boysen
- Wolfgang Brendel
- Cornelia Froboess
- Lambert Hamel
- Brigitte Hobmeier
- Jörg Hube
- Stefan Murr
- Peter Seiffert
- Gisela Stein
- Judith Turos
- Júlia Várady
- Oliver Wehe